# Karusel
Karusel (ros. Карусель) – publiczna stacja telewizyjna Federacji Rosyjskiej o profilu dziecięco-młodzieżowym. Kanał rozpoczął nadawanie w dniu 27 grudnia 2010 roku, zastępując Bibigon łącznie z kanałem Telenyanya.
Podstawę emisji (około 60%) stanowią programy edukacyjne i rozrywkowe własnej produkcji, pozostałą część stanowią rosyjskie i zagraniczne filmy fabularne i animowane. Kanał nadaje także poza Rosją pod nazwą Carousel International. Wersja międzynarodowa ma niewielkie zmiany w harmonogramie programu w porównaniu z emisją w Rosji.
Kanał jest własnością dwóch największych nadawców telewizyjnych w Rosji – Pierwyj kanał i Wszechrosyjska Państwowa Kompania Telewizyjna i Radiowa (WGTRK). Kanałem zarządza JSC Karusel. W kwietniu 2017 nastąpiły zmiany w strukturze zarządzania kanałem, które wprowadziły dwa nowe stanowiska: dyrektora generalnego i redaktora naczelnego.

## Historia loga
| Lata      | Opis | Logo |
| --------- | --- | ---- |
| 2010–2019 | Logo przedstawia pięć kół w różnych kolorach, zaciemnionych e celu utworzenia poczucia głębi 3D. W środku loga znajduje się słowo карусель zapisane na biało za pomocą liter o różnych wysokościach oraz rozmiarach. |      |
| 2019–     | Logo przypomina poprzednika z lat 2010–2019. Koła są inaczej umiejscowione, 2D, oraz w innych kolorach od poprzedniego loga. W środku loga zapisane w jednej linii białymi literami jest słowo карусель.             |      |